# 修仁䱀屬
修仁䱀属（Xiurenbagrus）是鈍頭䱀科之下四個屬的其中之一，只有兩個品種。修仁䱀属得名於發現這個物種的所在地：中華人民共和國廣西壯族自治區紅水河流域的修仁镇。

## 分類
修仁䱀属只有兩個品種，分別為發現於1981年的修仁䱀（Xiurenbagrus xiurenensis）及2004年發現的大修仁䱀（Xiurenbagrus gigas）。
修仁䱀於1981年被發現時，當時被歸屬為䱀屬，所以當時的學名為。後來，魚類學家了解到當時的䱀屬並非一個單系群，除非把修仁䱀獨立出去，因此令修仁䱀獨自成立一個新的修仁䱀屬，與鈍頭鮠屬（Amblyceps）及䱀屬成為了鈍頭䱀科的姊妹群。
修仁䱀属最特別的特徵，是牠們的口有兩排犁齒。
本属包括以下物种：
- 后背修仁䱀 Xiurenbagrus dorsalis Xiu, Yang & Zheng, 2014[3]
- 大修仁䱀 Xiurenbagrus gigas Zhao, Lan & Zhang, 2004
- 修仁䱀 Xiurenbagrus xiurenensis (Yue, 1981)